# Stříbrný vítr
Stříbrný vítr (littéralement en français Le Vent d'argent) est un film tchécoslovaque de 1954 réalisé par Václav Krška.
Il est basé sur le livre du même nom de Fráňa Šrámek.

## Synopsis
Le film raconte l'histoire d'un étudiant sensible (Eduard Cupák (cs)) qui ne supporte pas l'éducation stricte qu'il reçoit à la maison et à l'école. Il aspire à la liberté et à l'amour, mais est trop naïf et idéaliste.

## Distribution
- Eduard Cupák (cs)
- František Šlégr (cs)
- Marie Brožová (cs)
- Radovan Lukavský (cs)
- Vladimír Ráž
- Bedřich Vrbský
- Jana Rybářová
- Josef Vinklář
- Ilja Racek
- Otto Lackovič
- Růžena Šlemrová
- Blanka Waleská
- Jiřina Šejbalová
- Zdenka Baldová
- Miloš Kopecký
- Raoul Schránil
- Nelly Gaierová
- Stella Májová
- Oldřich Slavík
- Miloš Forman
- Karel Höger
- Zdeněk Borovec
- Jindřich Fairaizl
- Josef Henke
- Jaroslav Toť
- Ladislav Trojan

## Fiche technique
- Scénario et réalisation : Václav Krška
- Musique : Jiri Srnka (cs)
- Photographie : Ferdinand Pečenka
- Film dramatique en couleur de 98 min
- Production : Tchécoslovaquie, Art Film Studio Prague, 1954